# Dianthus nanshanicus
Dianthus nanshanicus là loài thực vật có hoa thuộc họ Cẩm chướng. Loài này được Chang Y.Yang & L.X.Dong mô tả khoa học đầu tiên năm 2008.